# Viktor Klimov
Viktor Klimov (Simferopol, 10 de dezembro de 1964). Foi um ciclista soviético e, desde 1991, ucraniano, profissional entre 1989 e 1993, cujo maior sucesso desportivo conseguiu-o na Volta a Espanha, onde, na edição de 1990, conseguiria liderar a classificação geral durante cinco dias depois de finalizar a primeira etapa na terceira praça.
Como amador conseguiu, em 1985, com a equipa da União Soviética, o campeonato do mundo na prova de 100 quilómetros contrarrelógio por equipas.

## Palmarés
| 1985 - Campeão do mundo em contrarrelógio por equipas 1987 - 2º no Campeonato do mundo em contrarrelógio por equipas 1989 - 3º no Campeonato do mundo em contrarrelógio por equipas 1991 - Troféu Joaquim Agostinho - Memorial Manuel Galera - 1 etapa na Paris-Nice - 1 etapa na Volta a Galiza |

## Equipas
- Alfa-Lum (1989-1990)
- Seur (1991-1992)
- Deportpublic (1993)